# Dinamostadion (Stavropol)
Het Dinamostadion is een multifunctioneel stadion in Stavropol, een stad in Rusland. 
Het stadion wordt vooral gebruikt voor voetbalwedstrijden, de voetbalclub Dinamo Stavropol maakt gebruik van dit stadion. In het stadion is plaats voor 15.982 toeschouwers. Het stadion werd geopend in 1953 en gerenoveerd in 1997.